# Adlergrundet
Adlergrundet är ett grundområde i södra Östersjön. Det består av stenrösen och stora stenar, spridda över en sträcka av omkring 35 km mellan Bornholm och Rügen. Dess minsta djup är 5,6 m.